# Marien
Marien je česká hudební skupina hrající folkovou, country a trampskou hudbu. Kapela pochází z Pardubic a hraje od roku 2004. Skládá se ze 7 členů. Frontmanem a autorem většiny písní je kytarista Víťa Troníček. Skupina se věnuje vícehlasému zpěvu a mezi hudebními nástroji převládají akustické kytary, ve většině písní však lze slyšet i perkuse, flétnu nebo foukací harmoniku. 

## Historie skupiny
Po rozpadu hudební skupiny Poupata (též pardubické skupiny) se polovina členů objevila v jiné folkové kapele zvané Pouta a někteří další založili skupinu Marien. Premiéra nové skupiny se odehrála v létě 2004 v Náměšti na Hané. Celovečerní premiéru ve svých rodných Pardubicích následovala brzy. Frontmen Víťa Troníček při ní nazval diváky pokusnými králíky a následně mezi ně byl poslán symbolický koš plný mrkve s přáním pěkného pochroupání.  V roce 2009 Marien vyšlo debutové album nazvané Krajina v Tobě a o 3 roky později vychází album druhé s názvem V půli cesty (2012). V roce 2013 odchází na mateřskou dovolenou jediná zpěvačka Zdeňka Troníčková a kapela přibírá jako posilu novou zpěvačku Zuzanu Mimrovou. V roce 2014 slaví skupina 10. výročí existence a k aktivnímu působení se vrací Zdeňka Troníčková. Skupina má tedy nově 2 zpěvačky a tím se rozšiřuje repertoár i o dívčí dueta. Oslavy výročí byly přerušeny tragickou smrtí člena skupiny Zbyňka Zubříka Rosendorfa, který zahynul při výstupu na 3303 metrů vysokou horu Reichenspitze v Zillertalských Alpách.

## Členové

### Víťa Troníček
Víťa Troníček hraje na kytaru, mandolínu, zpívá a je velmi výřečný. V minulosti spolupracoval s pěveckým sborem Skřivánek Pardubice, skupinou Stráníci a vedl skupinu Poupata. Nyní působí jako frontman skupiny Marien a je autorem většiny jejích textů. Je také dramaturgem několika festivalů jako Folkové Chvojení, Pernštejnská Fortuna, Pardubická folková noc nebo Folk na Příhrádku.

### Zdena Troníčková
Zdena Troníčková (manželka Víťi Troníčka) - zpěv, flétny a perkuse. Působila též ve skupině Poupata a nyní v Marien. V roce 2013 odešla na mateřskou dovolenou a ve zpěvu ji zastoupila Zuzana Mimrová. V roce 2014 se Zdena vrací a kapela je obohacena o dueta.

### Zuzana Mimrová
Zuzana Mimrová - perkuse a zpěv.  Mezi její hudební zkušenosti patří zpěv v pěveckém sboru CORALE v Žamberku, Montyho Nekapele, Bujabéze, Jamr´s a další. S Marien začala zpívat v září 2012 a do roku 2014 ještě studovala Teorii a dějiny dramatických umění v Olomouci. O konkurzu Zuzana řekla: „Konkurzu jsem se účastnila velmi spontánně na svatbě našeho společného kamaráda, kde jsme si dohromady zazpívali. Tím pádem jsem konkurenci ani nevnímala. Věděla jsem, že kluci zkoušeli ještě jiné zpěvačky, ale měla jsem to asi usnadněné, protože tam panovala přátelská atmosféra, žádný stres, který při konkurzech jinak bývá.“
Již není členkou a s kapelou nevystupuje.

### Karolina Böhmová
Zpěv a perkuse.

### Ivan Němec
Zpěv a 12strunná kytara.

### Michal Myšák Paták
Kytara, perkuse, zpěv.

### Jan Troníček
Staronový hráč na harmoniku, zakládající člen kapely a starší bratr Víti Troníčka. Během roku 2015 vystupoval se skupinou jako host, na výročním koncertu v listopadu 2015 byl oficiálně oznámen jeho návrat do skupiny.

### Zbyněk Zubřík Rosendorf
(24.3.1974 - 18.10.2014)
Foukací harmonika, zpěv.

### Radek Píďa Bartoš
zakládající člen skupiny, kytara perkuse a zpěv, v roce 2007 nahrazen Michalem Patákem. S kapelou vystupuje příležitostně dodnes.

### Petr Feďas Opočenský
Basová kytara, kontrabas

## Diskografie

### Krajina v Tobě (2009)
První album skupiny Marien vyšlo po 5 letech existence. Bylo nahráno ve studiu Good day records Jiřího Maška. Obsahuje 14 písní včetně neoficiální hymny městě Pardubic - Kluk z Pardubic. Autorem všech textů je Víťa Troníček.

### V půli cesty (2012)
Druhé album skupiny Marien přináší 13 písniček. Bylo nahráno v nahrávacím studiu MK Production v Českých Budějovicích (Vydavatel FOLK ŽIJE!). Autorem většiny písní je opět frontman Víťa Troníček, vlastní píseň však patří i Michalu Patákovi a Zbyňku Rosendorfovi. Skladby odráží osobní prožitky a názory členů.

### Ze skla (2014)
Třetí album skupiny Marien přináší 12 písniček. Bylo nahráno v nahrávacím studiu MK Production v Českých Budějovicích (Vydavatel FOLK ŽIJE!). Autorem většiny písní je opět frontman Víťa Troníček, třemi písněmi, včetně titulní, přispěla Radka Havelková, pozoruhodná autorka se kterou dříve Víťa Troníček spolupracoval při tvorbě písní pro skupinu Poupata. Obal desky zdobí reprodukce umělecké skleněné vitráže Marka Trizuljaka, pestrost a křehkost skleněného díla vystihuje celkové téma desky, kterým je neopakovatelnost okamžiku, rozbitnost a pomíjivost lidských vztahů a citů.

### 2020 (2020) album vzniklé v době covidových restrikcí, poprvé se zpěvačkou Karolinou Böhmovou.
Světla je víc (2024) je album vydané ke 20. výročí kapely. Obsahuje kromě nových písní i několik starších, které hraje kapela již řadu let živě.

## Zajímavosti
- Marien jsou držitelé několika ocenění (např. Porta).
- Stáli u zrodu projektu Folk žije!, který sdružuje kapely a festivaly a snaží se tak tento žánr popularizovat.
- Kapela spolupracuje např. s Pavlem Žalmanem Lohonkou a kapelou Spirituál kvintet. Mimo jiné si zahráli i např. s Wabi Daňkem, Robertem Křesťanem nebo Honzou Nedvědem.
- Jejich píseň Kluk z Pardubic se stala velmi oblíbenou a po internetu rozšířenou neoficiální hymnou města Pardubic.